# Партия закона и справедливости (Молдова)
Партия закона и справедливости (рум. Partidul Legii şi Dreptăţii) — политическая партия в Республике Молдова.

## Краткая история партии
Партия социально-экономической справедливости Молдовы была основана 25 июля 1997 года.
Первый съезд партии утвердил основные цели партии: «распространение идеи социальной справедливости, установление верховенства закона, борьба с коррупцией, бюрократией и некомпетентностью".
Первый председатель партии Марина Ливицки была видным членом Аграрно-демократической партии Молдовы (нынешняя Аграрная партия Молдовы) - формирование, которое продвигало её в качестве депутата XIII-го созыва (1994-1998) Парламента РМ.
За время своего существования поведение ПСЭСМ активизировалось редко, особенно в преддверии избирательных кампаний. С 2001 года ПСЭСМ прошел долгий период кризиса, переросший на какой-то момент до проблемы приостановления её деятельности.
Динамика ПСЭСМ произошла в результате съезда формирования 19 января 2005 года. По предложению председателя ПСЭСМ Марины Ливицки делегаты съезда избрали председателем ПСЭСМ Николая Алексей, который в 2001-2005 годах был депутатом парламента от Христианско-демократической народной партии.
Делегаты также приняли декларацию в связи с парламентскими выборами 6 марта 2005 года, в которой приняли решение ПСЭСМ участвовать в парламентских выборах.

## Участие в выборах

### Парламентские выборы 1998 года
На парламентских выборах 1998 года Партия социально-экономической справедливости Молдовы набрала 1,95 % голосов, что не позволило преодолеть ей избирательный порог в 6 %.
Партия социально-экономической справедливости Молдовы приняла участие во всеобщих местных выборах 1999 года, получив следующие результаты:
- Советы уездов и Муниципальный совет Кишинёва - ни одного мандата
- Муниципальные, городские и сельские (коммунальные) советы - 0,13 % голосов и 8 мандатов
- 1 кандидат партии был избран примаром.

### Парламентские выборы 2005 года
На парламентских выборах 2005 года Партия социально-экономической справедливости Молдовы набрала 1,66 % голосов, что не позволило преодолеть ей избирательный порог в 6 %.
Партия закона и справедливости приняла участие во всеобщих местных выборах 2007 года, получив следующие результаты:
- Муниципальные и районные советы - 0,18 % голосов и 2 мандата
- Городские и сельские советы - 0,59 % голосов и 63 мандата
- 3 кандидата партии были избраны примарами.

### Выборы генерального примара Кишинёва 2007 года
В 2007 году на выборах примара Кишинёва Партия закона и справедливости выдвинула своего кандидата — Валентину Цапиш. В первом туре выборов кандидат набрал 0,29 % голосов избирателей и не прошёл во второй тур.

### Всеобщие местные выборы 2011 года
Партия закона и справедливости приняла участие во всеобщих местных выборах 2011 года, получив следующие результаты:
- Муниципальные и районные советы - 0,04 % голосов
- Городские и сельские советы - 0,02 % голосов и 2 мандата
- Ни один из кандидатов партии примаром не стал.

### Выборы генерального примара Кишинёва 2011 года
В 2011 году на выборах примара Кишинёва Партия закона и справедливости выдвинула своего кандидата — Марчела Дарие. В первом туре выборов кандидат набрал 0,17 % голосов избирателей и не прошёл во второй тур.

### Всеобщие местные выборы 2011 года
Партия закона и справедливости приняла участие во всеобщих местных выборах 2015 года, получив следующие результаты:
- Муниципальные и районные советы - 0,08 % голосов
- Городские и сельские советы - не набрал ни одного голоса
- Ни один из кандидатов партии примаром не стал.

### Выборы генерального примара Кишинёва 2015 года
В 2015 году на выборах примара Кишинёва Партия закона и справедливости выдвинула своего кандидата — Марчела Дарие. В первом туре выборов кандидат набрал 0,09 % голосов избирателей и не прошёл во второй тур.

### Парламентские выборы 2021 года
На парламентских выборах 2021 года Партия закона и справедливости выдвинула список из 56 кандидатов во главе с экс-министром финансов Марианой Дурлештяну, генералом Николаем Алексей и экс-примаром Капаклии Алексеем Бусуйок.